# Dasypalpus capensis
Dasypalpus capensis är en tvåvingeart som beskrevs av Macquart 1840. Dasypalpus capensis ingår i släktet Dasypalpus och familjen svävflugor. Inga underarter finns listade i Catalogue of Life.